# Divisione Folgore
Divisione Folgore es una película de guerra italiana de 1955 dirigida por Duilio Coletti. Está basada en hechos reales y representa a la brigada paracaidistas Folgore durante la segunda batalla de El Alamein en 1942. El guionista y asesor militar fue Marcantonio Bragadin.

## Argumento
En el verano de 1942, la División Paracaidista Folgore fue enviada al norte de África para colaborar en el esfuerzo bélico. Los supervivientes resistieron durante varios días a un ejército mucho más numeroso.

## Reparto
- Ettore Manni como el capitán.
- Fausto Tozzi como el sargento.
- José Jaspe como Salvi.
- Marco Guglielmi como el teniente Corsini.
- Aldo Bufi Landi como Fray Gabriele.
- Monica Clay como la esposa del capitán.
- Lea Padovani como la esposa de Salvi.
- Mario Girotti como paracaidista.
- Fabrizio Mioni como Gianluigi Corsini.
- Fernando Cicero
- Carlo Tamberlani